# Datavetenskap
| large capital lambda                       | Plot of a quicksort algorithm                                      |
| Utah teapot representing computer graphics | Microsoft Tastenmaus mouse representing human-computer interaction |

Datavetenskap, datalogi eller informationsbehandling (finlandssvenska) är studiet av de teoretiska grunderna för information, beräkning och dess tillämpning, företrädesvis de som utförs av datorer med hjälp av programvara. En vetenskapsman som utövar datavetenskap kallas datorforskare (eller datavetare). 
Det akademiska ämnet datavetenskap överlappar i hög grad med ämnena datateknik, datorteknik, informationsteknik (IT), systemteknik, informatik och systemvetenskap.  

## Bakgrund
Datavetenskap är ett självständigt akademiskt ämne sedan 1960, vilket anses som väldigt ungt i den akademiska världen. Inte förrän på 1980-talet kom datavetenskap att bli ett eget ämne vid svenska universitet och högskolor. Beskrivningen av datavetenskap varierar från den äldre "läran om nuvarande teknologi", till dagens "läran om beräkningars utförande".
Datalogi, som ursprungligen är en dansk term, används på svenska synonymt med datavetenskap men också som ett förtydligande av den teoretiska delen av datavetenskap och då med matematisk-logisk och analytisk underton.

## Väsentliga delområden

### Matematiska fundament
- Boolesk algebra
- Logik: särskilt rekursionsteori och idéerna bakom formella språk och formella system
- Numerisk analys
- Diskret matematik
- Grafteori

### Teoretisk datavetenskap
- Algoritmteori inklusive Beräkningsteori
- Komplexitetsteori
- Informationsteori
- Automatteori
- Formella metoder (eng. Formal methods)
- Kompilatorteori och Lexikal analys
- Kryptering
- Programspecificering
- Programverifiering

### Tillämpad datavetenskap
- Antivirusprogram
- Användargränssnitt, Människa–datorinteraktion och Användbarhetsteknik
- Artificiell intelligens
- Bildbehandling
- Biometri
- Bioinformatik
- Databaser
- Datastrukturer
- Datasäkerhet
- Datoralgebra
- Datorarkitektur
- Datorgrafik
- Datornätverk
- Datorprogram
- Datorseende
- Datorvirus
- Digitalteknik
- Distribuerade system och datorkommunikation
- Informationssystem
- Installationsprogram
- Internet
- Maskinöversättning
- Mjukvaruoptimering
- Operativsystem
- Parallellprogrammering
- Programmering och Programutvecklingsmetodik
- Programspråk
- Programvarutestning
- Programvaruutveckling
- Realtidssystem
- Robotik
- Språkteknologi
- Optimering

### Specifika tekniker
- Collision Detection
- Datakompression
- Datastrukturer
- Datainsamling
- Designmönster
- Digital signalbehandling
- Filformat
- Informationssäkerhet
- Mjukvarumetrik
- Hypertext

## Relaterade ämnen
- Datateknik
- Datorteknik
- Formalvetenskap
- Informatik
- Informationsarkitektur
- Språkvetenskap: uttryckskraft, grammatik, semantik och syntax för så väl programspråk som andra formella och även naturliga enskilda språk
- Kognition
- Informationsteori, Kommunikationsteori
- Operationsanalys
- Statistik
- Systemteori
- Systemvetenskap

## Framstående datavetare
- Charles Babbage
- Edsger Dijkstra
- Donald Ervin Knuth
- Leslie Lamport
- Ada Lovelace
- John von Neumann
- Claude Shannon
- Alan Turing
- Dennis Ritchie
- Niklaus Wirth
- C. A. R. Hoare